# 2. lovska eskadrilja (NOVJ)
Za druge 2. eskadrilje glejte 2. eskadrilja.
2. lovska eskadrilja je bila jugoslovanska vojnoletalska enota, ki je bila ustanovljena v okviru Kraljevega vojnega letalstva 1. julija 1944 v Benini v Libiji. Večinoma so jo sestavljali piloti z območja nekdanje Jugoslavije.
.

## Organizacija
- štab
- 1. eskadrilja

- 2x skvadron

- 2. eskadrilja

- 2x skvadron

## Letala v uporabi
| Od             | Do             | Letalo           | Model |
| -------------- | -------------- | ---------------- | ----- |
| julij 1944     | september 1944 | Hawker Hurricane | IIC   |
| september 1944 | junij 1945     | Hawker Hurricane | IV    |